# Chaenusa rossi
Chaenusa rossi är en stekelart som beskrevs av Riegel 1982. Chaenusa rossi ingår i släktet Chaenusa och familjen bracksteklar. Inga underarter finns listade i Catalogue of Life.